# Zenith Data Systems Challenge Trophy
El Zenith Data Systems Challenge Trophy, también llamado Unofficial World Club Championship (Campeonato Mundial de Clubes no Oficial), fue un torneo de fútbol internacional de carácter amistoso, que enfrentó al campeón de la Football League First Division de 1988-89, el Arsenal de Inglaterra; contra el campeón de la Primera División de Argentina de la misma temporada, el Club Atlético Independiente.
El encuentro se jugó en Miami Gardens, Estados Unidos, ante 10.042 espectadores. Arsenal, que no pudo competir en la Copa de Campeones de Europa 1989-90 a causa del veto sancionado contra clubes ingleses por la Tragedia de Heysel, logró imponerse por 2-1 con dos goles de David Rocastle.
El torneo fue organizado por Zenith Data Systems, una compañía fabricante de computadoras estadounidense que operó entre 1979 y 1996.

## Clubes participantes
| Equipo        | Clasificación                                         |
| ------------- | ----------------------------------------------------- |
| Arsenal       | Campeón de la Football League First Division 1988-89. |
| Independiente | Campeón del Campeonato de Primera División 1988-89.   |

## Resultado
| 1     | POR   | John Lukic       |  |
| 2     | DEF   | Lee Dixon        |  |
| 3     | DEF   | David O'Leary    |  |
| 4     | DEF   | Tony Adams       |  |
| 5     | DEF   | Gus Caesar       |  |
| 6     | MED   | Michael Thomas   |  |
| 7     | MED   | David Rocastle   |  |
| 8     | MED   | Kevin Richardson |  |
| 9     | MED   | Steve Morrow     |  |
| 10    | DEL   | Alan Smith       |  |
| 11    | DEL   | Paul Merson      |  |
| D. T. | D. T. | George Graham    |  |

| 1     | POR   | Sergio Vargas        |  |
| 2     | DEF   | Pedro Monzón         |  |
| 3     | DEF   | Guillermo Ríos       |  |
| 4     | DEF   | Ricardo Altamirano   |  |
| 5     | DEF   | Rogelio Delgado      |  |
| 6     | MED   | Miguel Ángel Ludueña |  |
| 7     | MED   | José Bianco          |  |
| 8     | MED   | Ricardo Giusti       |  |
| 10    | MED   | Ricardo Bochini      |  |
| 9     | DEL   | Carlos Alfaro Moreno |  |
| 11    | DEL   | Marcelo Reggiardo    |  |
| D. T. | D. T. | Jorge Solari         |  |

| 40' · 86' (p) | David Rocastle | 1:0 2:1 |

| 65' | Carlos Alfaro Moreno | 1:1 |

| Amonestado · Amonestado · Amonestado | David O'Leary Lee Dixon Gus Caesar |

| Amonestado · Amonestado · Amonestado | Rogelio Delgado Pedro Monzón Ricardo Altamirano |

| Expulsado | Lewin (fisioterapista) |

| Expulsado | Pedro Monzón |

| Principal | Raúl Dominguez |

| 1     | POR   | John Lukic       |  |
| 2     | DEF   | Lee Dixon        |  |
| 3     | DEF   | David O'Leary    |  |
| 4     | DEF   | Tony Adams       |  |
| 5     | DEF   | Gus Caesar       |  |
| 6     | MED   | Michael Thomas   |  |
| 7     | MED   | David Rocastle   |  |
| 8     | MED   | Kevin Richardson |  |
| 9     | MED   | Steve Morrow     |  |
| 10    | DEL   | Alan Smith       |  |
| 11    | DEL   | Paul Merson      |  |
| D. T. | D. T. | George Graham    |  |

| 1     | POR   | Sergio Vargas        |  |
| 2     | DEF   | Pedro Monzón         |  |
| 3     | DEF   | Guillermo Ríos       |  |
| 4     | DEF   | Ricardo Altamirano   |  |
| 5     | DEF   | Rogelio Delgado      |  |
| 6     | MED   | Miguel Ángel Ludueña |  |
| 7     | MED   | José Bianco          |  |
| 8     | MED   | Ricardo Giusti       |  |
| 10    | MED   | Ricardo Bochini      |  |
| 9     | DEL   | Carlos Alfaro Moreno |  |
| 11    | DEL   | Marcelo Reggiardo    |  |
| D. T. | D. T. | Jorge Solari         |  |

| 40' · 86' (p) | David Rocastle | 1:0 2:1 |

| 65' | Carlos Alfaro Moreno | 1:1 |

| Amonestado · Amonestado · Amonestado | David O'Leary Lee Dixon Gus Caesar |

| Amonestado · Amonestado · Amonestado | Rogelio Delgado Pedro Monzón Ricardo Altamirano |

| Expulsado | Lewin (fisioterapista) |

| Expulsado | Pedro Monzón |

| Principal | Raúl Dominguez |

| 1     | POR   | John Lukic       |  |
| 2     | DEF   | Lee Dixon        |  |
| 3     | DEF   | David O'Leary    |  |
| 4     | DEF   | Tony Adams       |  |
| 5     | DEF   | Gus Caesar       |  |
| 6     | MED   | Michael Thomas   |  |
| 7     | MED   | David Rocastle   |  |
| 8     | MED   | Kevin Richardson |  |
| 9     | MED   | Steve Morrow     |  |
| 10    | DEL   | Alan Smith       |  |
| 11    | DEL   | Paul Merson      |  |
| D. T. | D. T. | George Graham    |  |

| 1     | POR   | Sergio Vargas        |  |
| 2     | DEF   | Pedro Monzón         |  |
| 3     | DEF   | Guillermo Ríos       |  |
| 4     | DEF   | Ricardo Altamirano   |  |
| 5     | DEF   | Rogelio Delgado      |  |
| 6     | MED   | Miguel Ángel Ludueña |  |
| 7     | MED   | José Bianco          |  |
| 8     | MED   | Ricardo Giusti       |  |
| 10    | MED   | Ricardo Bochini      |  |
| 9     | DEL   | Carlos Alfaro Moreno |  |
| 11    | DEL   | Marcelo Reggiardo    |  |
| D. T. | D. T. | Jorge Solari         |  |

| 40' · 86' (p) | David Rocastle | 1:0 2:1 |

| 65' | Carlos Alfaro Moreno | 1:1 |

| Amonestado · Amonestado · Amonestado | David O'Leary Lee Dixon Gus Caesar |

| Amonestado · Amonestado · Amonestado | Rogelio Delgado Pedro Monzón Ricardo Altamirano |

| Expulsado | Lewin (fisioterapista) |

| Expulsado | Pedro Monzón |

| Principal | Raúl Dominguez |

| 1     | POR   | John Lukic       |  |
| 2     | DEF   | Lee Dixon        |  |
| 3     | DEF   | David O'Leary    |  |
| 4     | DEF   | Tony Adams       |  |
| 5     | DEF   | Gus Caesar       |  |
| 6     | MED   | Michael Thomas   |  |
| 7     | MED   | David Rocastle   |  |
| 8     | MED   | Kevin Richardson |  |
| 9     | MED   | Steve Morrow     |  |
| 10    | DEL   | Alan Smith       |  |
| 11    | DEL   | Paul Merson      |  |
| D. T. | D. T. | George Graham    |  |

| 1     | POR   | Sergio Vargas        |  |
| 2     | DEF   | Pedro Monzón         |  |
| 3     | DEF   | Guillermo Ríos       |  |
| 4     | DEF   | Ricardo Altamirano   |  |
| 5     | DEF   | Rogelio Delgado      |  |
| 6     | MED   | Miguel Ángel Ludueña |  |
| 7     | MED   | José Bianco          |  |
| 8     | MED   | Ricardo Giusti       |  |
| 10    | MED   | Ricardo Bochini      |  |
| 9     | DEL   | Carlos Alfaro Moreno |  |
| 11    | DEL   | Marcelo Reggiardo    |  |
| D. T. | D. T. | Jorge Solari         |  |

| 40' · 86' (p) | David Rocastle | 1:0 2:1 |

| 65' | Carlos Alfaro Moreno | 1:1 |

| Amonestado · Amonestado · Amonestado | David O'Leary Lee Dixon Gus Caesar |

| Amonestado · Amonestado · Amonestado | Rogelio Delgado Pedro Monzón Ricardo Altamirano |

| Expulsado | Lewin (fisioterapista) |

| Expulsado | Pedro Monzón |

| Principal | Raúl Dominguez |

|                             |
|                             |
| Campeón Arsenal 1.er título |